# یوری کریلوف
یوری کریلوف (انگلیسی: Yuri Krylov; ۱۱ مارس ۱۹۳۰ – ۴ نوامبر ۱۹۷۹) بازیکن هاکی روی یخ اهل اتحاد جماهیر شوروی سوسیالیستی بود.